# Muhlenbergia depauperata
Muhlenbergia depauperata är en gräsart som beskrevs av Frank Lamson Scribner. Muhlenbergia depauperata ingår i släktet muhlygräs, och familjen gräs. Inga underarter finns listade i Catalogue of Life.